# Byrsonima spinensis
Byrsonima spinensis är en tvåhjärtbladig växtart som beskrevs av W.R. Anderson. Byrsonima spinensis ingår i släktet Byrsonima och familjen Malpighiaceae. Inga underarter finns listade i Catalogue of Life.